# Challenger ATP Iquique 2009
Il Challenger ATP Iquique 2009 è stato un torneo professionistico di tennis maschile giocato sulla terra rossa, che faceva parte dell'ATP Challenger Tour 2009. Si è giocato a Iquique in Cile dal 19 al 25 gennaio 2009.

## Partecipanti

### Teste di serie
| Nazionalità | Giocatore            | Ranking* | Testa di serie |
| ----------- | -------------------- | -------- | -------------- |
| Argentina   | Máximo González      | 127      | 1              |
| Uruguay     | Pablo Cuevas         | 142      | 2              |
| Argentina   | Diego Hartfield      | 167      | 3              |
| Brasile     | Ricardo Hocevar      | 168      | 4              |
| Serbia      | Boris Pašanski       | 172      | 5              |
| Argentina   | Juan Pablo Brzezicki | 176      | 6              |
| Argentina   | Sebastián Decoud     | 177      | 7              |
| Argentina   | Horacio Zeballos     | 180      | 8              |

- Ranking al 12 gennaio 2009

### Altri partecipanti
Giocatori che hanno ricevuto una wild card:
- Adrián García
- Gastón Gaudio
- Víctor Morales
- Mariano Zabaleta

Giocatori passati dalle qualificazioni:
- Jorge Aguilar
- Enrico Burzi
- Guillermo Hormazábal
- Grzegorz Panfil

## Campioni

### Singolare
- Máximo González ha battuto in finale  Guillermo Hormazábal con il punteggio di 6–4, 6–4

### Doppio
- Johan Brunström /  Jean-Julien Rojer hanno battuto in finale  Pablo Cuevas /  Horacio Zeballos con il punteggio di 6–3, 6–4